# Тишів (Коростенський район)
Тиші́в — село в Україні, у Чоповицькій селищній громаді Коростенського району Житомирської області. Населення становить 213 осіб.

## Географія
На південному заході від села бере початок річка Глиняк.

## Населення

### Мова
Розподіл населення за рідною мовою за даними перепису 2001 року:
| Мова       | Кількість | Відсоток |
| ---------- | --------- | -------- |
| українська | 212       | 99.53%   |
| російська  | 1         | 0.47%    |
| Усього     | 213       | 100%     |